# Conservatorio de Bagdad
El Conservatorio de Bagdad es una escuela de música localizada como su nombre lo indica en la ciudad de Bagdad, la capital del país asiático de Irak. Hanna Petros fundó la institución en 1936. El conservatorio ha producido intérpretes famosos como Munir Bashir y Jamil Bashir, Salman Shukur y Ghanim Haddad. La cantante maqam Farida Mohammad Ali llegó a  enseñar allí.  Además, también pasaron por el sitio, instrumentistas como Munir Bashir y Salem Abdul Karem.